# Копальня Лам-Лам
Копальня Лам-Лам – гірничодобувне підприємство на заході Сенегалу (за шість десятків кілометрів на північний схід від столиці країни Дакару), що здійснює видобуток фосфоритів.
Розробка родовища Лам-Лам почалась в 2009 році. Її організувала компанія Societe Senegalaise des Phosphates de Thies (SEPHOS), яка належить місцевій Instituto de Facilitación del Comercio (IFCOM, 81%) та іспанській Fertinagro із групи Tervalis (19%). 
Оскільки фосфорити залягають у приповерхневих пластах, розробка ведеться відкритим способом із створенням неглибоких, але значних за площею кар’єрів. 
В 2010-му вилучили 72 тисячі тонн руди, в 2013-му вже 238 тисяч тонн, а в 2015-му – 408 тисяч тонн (всього по 2015 рік було видобуто 1,5 млн тонн фосфоритів). Таким чином, копальня Лам-Лам стала важливим гірничодобувним об’єктом Сенегалу, загальний видобуток фосфоритів у якому в 2015-му склав 1062 тисячі тонн.
Можливо відзначити, що Fertinagro має завод суперфосфату в Сарріоні і таким чином посилює свою сировинну базу. Відомо, що за період 2009 – 2015 роки до Іспанії було експортовано 13% всієї продукції копальні, а в 2022-му з Лам-Лам відправили до Іспанії 44 тисячі тонн фосфоритів.